# Victoriaville
Victoriaville ist eine Stadt im Süden der kanadischen Provinz Québec. Sie liegt in der Verwaltungsregion Centre-du-Québec, rund 100 km südwestlich der Provinzhauptstadt Québec. Victoriaville ist Verwaltungssitz der regionalen Grafschaftsgemeinde (municipalité régionale du comté) Arthabaska, hat eine Fläche von 84,23 km² und zählt 46.130 Einwohner (Stand: 2016).

## Geographie
Die Stadt liegt im Zentrum der Region Bois-Francs, im Übergangsbereich zwischen dem Sankt-Lorenz-Tiefland und den Appalachen. Das Stadtzentrum befindet sich zwischen zwei Flüssen, dem Rivière Nicolet im Süden und dem Rivière Bulstrode im Norden. Letzterer wird seit 1977 zum Réservoir Beaudet gestaut, der vor allem der Trinkwasserversorgung dient. Während die Stadt auf drei Seiten von relativ flachem Gelände umgeben ist, geht das Terrain im Osten in eine Hügellandschaft über. Höchste Erhebung ist der Mont Arthabaska (323 m). Nachbargemeinden sind Princeville im Norden, Saint-Norbert-d’Arthabaska im Osten, Saint-Christophe-d’Arthabaska im Südosten, Warwick im Süden, Saint-Albert im Südwesten, Saint-Valère im Westen und Saint-Rosaire im Nordwesten.

## Geschichte
Die in der Region lebenden Abenaki nannten die Gegend Arthabaska, was „Ort der Binsen und des Schilfrohrs“ bedeutet. 1802 beanspruchte der Pelzhändler John Gregory das Gebiet des neu gegründeten Kantons Arthabaska für sich und wollte Parzellen spekulativ an Interessierte verkaufen. Aufgrund der schlechten Erreichbarkeit setzte die Besiedlung jedoch erst im Jahr 1825 ein, vom Tal des Sankt-Lorenz-Stroms her. 1844 entstand die erste Provinzstraße, 1851 erfolgte die Gründung der Kirchgemeinde Saint-Christophe-d’Arthabaska (kurz: Arthabaska). Die Grand Trunk Railway eröffnete 1854 eine Bahnlinie von Lévis nach Richmond.
Der Bahnhof lag einige Kilometer von Arthabaska entfernt, was zur Entstehung einer neuen Siedlung führte. Diese machte sich 1861 selbständig und erhielt den Namen Victoriaville, benannt nach der britischen Königin Victoria. Die Region entwickelte sich zu einem führenden Zentrum der Holzwirtschaft. 1890 erhielt Victoriaville den Stadtstatus, ein Teil spaltete sich jedoch ab und bildete die Gemeinde Sainte-Victoire-d’Arthabaska. Die Gemeinde Arthabaska erhielt 1903 ebenfalls die Stadtrechte. Wichtige Ereignisse waren die Eröffnung des Krankenhauses Hôtel-Dieu 1931 und des Collège du Sacré-Cœur 1942 (seit 1969 als CEGEP geführt). Die Bahnlinie wurde 1960 stillgelegt. 1993 fusionierten Victoriaville, Sainte-Victoire-d’Arthabaska und Arthabaska zur heutigen Stadt.

## Sehenswürdigkeiten
In Victoriaville gibt es ein National Historic Site: Das Maison Wilfrid Laurier (offiziell: Lieu historique national du Canada de la Maison-Wilfrid-Laurier) war 20 Jahre lange das Wohnhaus des kanadischen Premierministers Wilfrid Laurier und beherbergt heute ein historisches Museum, das seinem Leben und Werk gewidmet ist. Ebenfalls sehenswert sind das ehemalige Postamt (Hôtel des Postes) und die Pfarrkirche Saint-Christophe.

## Bevölkerung
Gemäß der Volkszählung 2011 zählte Victoriaville 43.462 Einwohner, was einer Bevölkerungsdichte von 516,2 Einw./km² entspricht. 97,2 % der Bevölkerung gaben Französisch als Hauptsprache an, der Anteil des Englischen betrug 0,7 %. Als zweisprachig (Französisch und Englisch) bezeichneten sich 0,3 %, auf andere Sprachen und Mehrfachantworten entfielen 1,8 %. Ausschließlich Französisch sprachen 77,4 %. Im Jahr 2001 waren 94,5 % der Bevölkerung römisch-katholisch, 2,1 % protestantisch und 2,7 % konfessionslos.

## Verkehr und Wirtschaft
In Victoriaville treffen mehrere überregionale Hauptstraßen aufeinander. Die Route 116 verbindet Montreal mit Lévis, die Route 122 führt nach Drummondville, die Route 161 zum Lac Mégantic. Die rund 15 km lange Autoroute 955, die knapp außerhalb der Stadtgrenze beginnt, ist ein Autobahnzubringer zur Autoroute 20. Der Regionalflughafen nördlich der Stadt, der über eine 1200 Meter lange asphaltierte Start- und Landebahn verfügt, dient der allgemeinen Luftfahrt und der Geschäftsfliegerei.
Lange Zeit als Möbelhauptstadt Kanadas bekannt, verfügt Victoriaville heute über eine diversifizierte Wirtschaftsstruktur. Von besonderer Bedeutung sind die Lebensmittelindustrie und die Umwelttechnik.

## Persönlichkeiten
- Matthew Bergeron (* 2000), American-Football-Spieler
- René Corbet (* 1973), Eishockeyspieler
- Phillip Danault (* 1993), Eishockeyspieler
- Marie Daveluy (* 1936), Sängerin und Musikpädagogin
- Raymond Daveluy (1926–2016), Organist, Komponist und Musikpädagoge
- Hubert Labrie (* 1991), Eishockeyspieler
- Réal Lemieux (1945–1975), Eishockeyspieler
- Carl Mallette (* 1981), Eishockeyspieler
- Isabelle Mercier (* 1975), Pokerspielerin
- Gérard Pelletier (1919–1997), Politiker und Diplomat
- Gilbert Perreault (* 1950), Eishockeyspieler
- Stéphanie St-Pierre (* 1985), Freestyle-Skierin

## Bilder

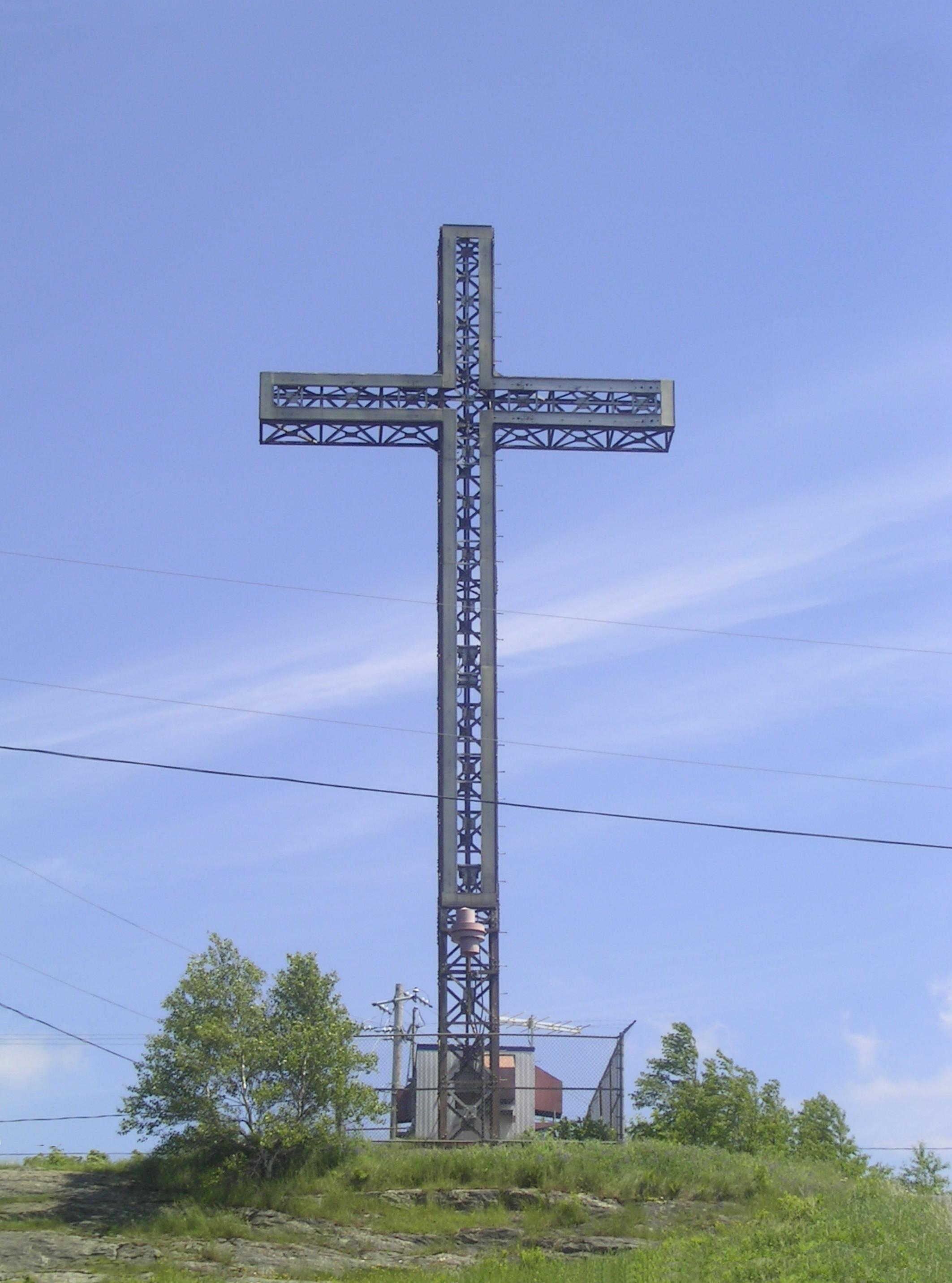
Gipfelkreuz auf dem Mont Arthabaska
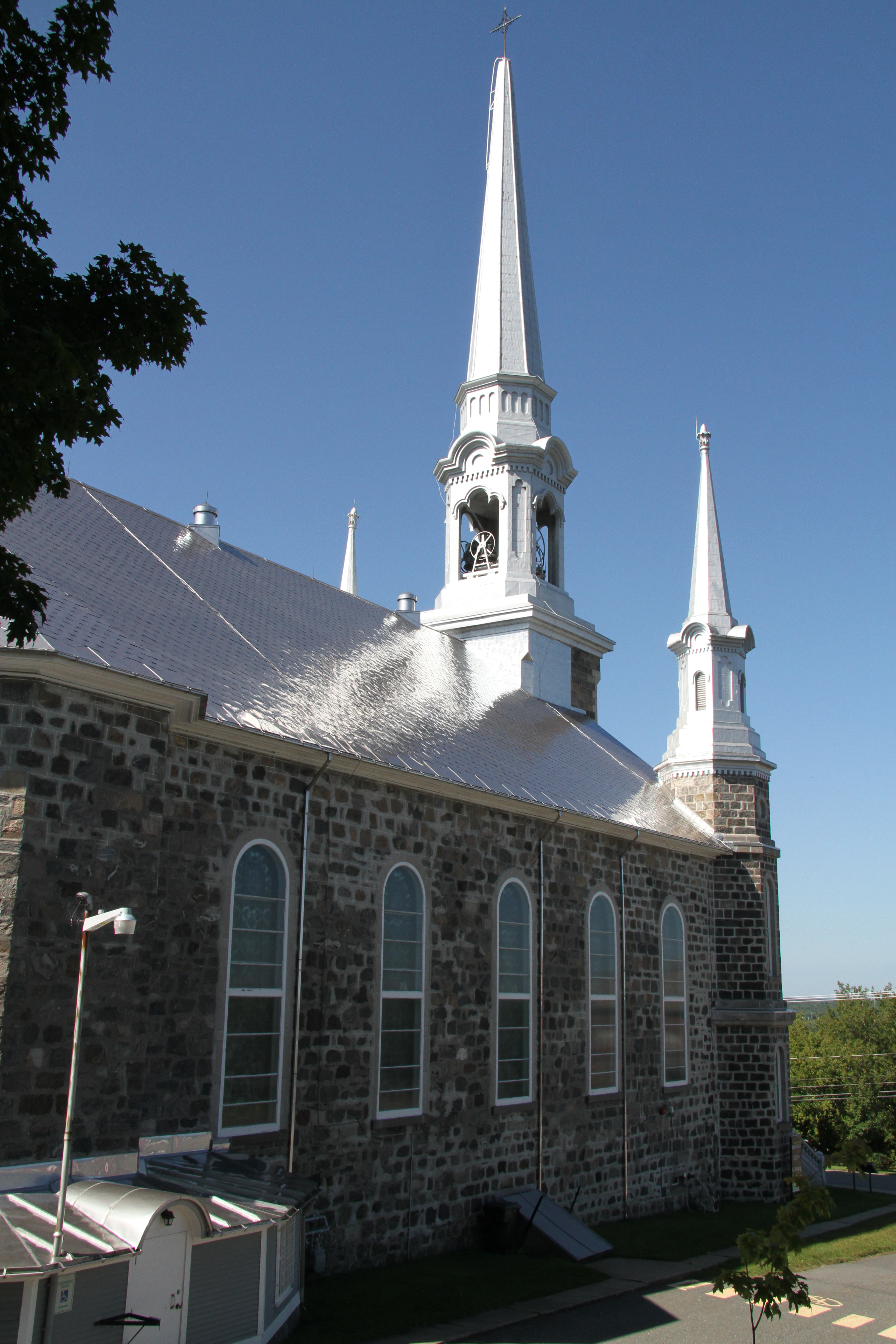
Kirche Saint-Christophe
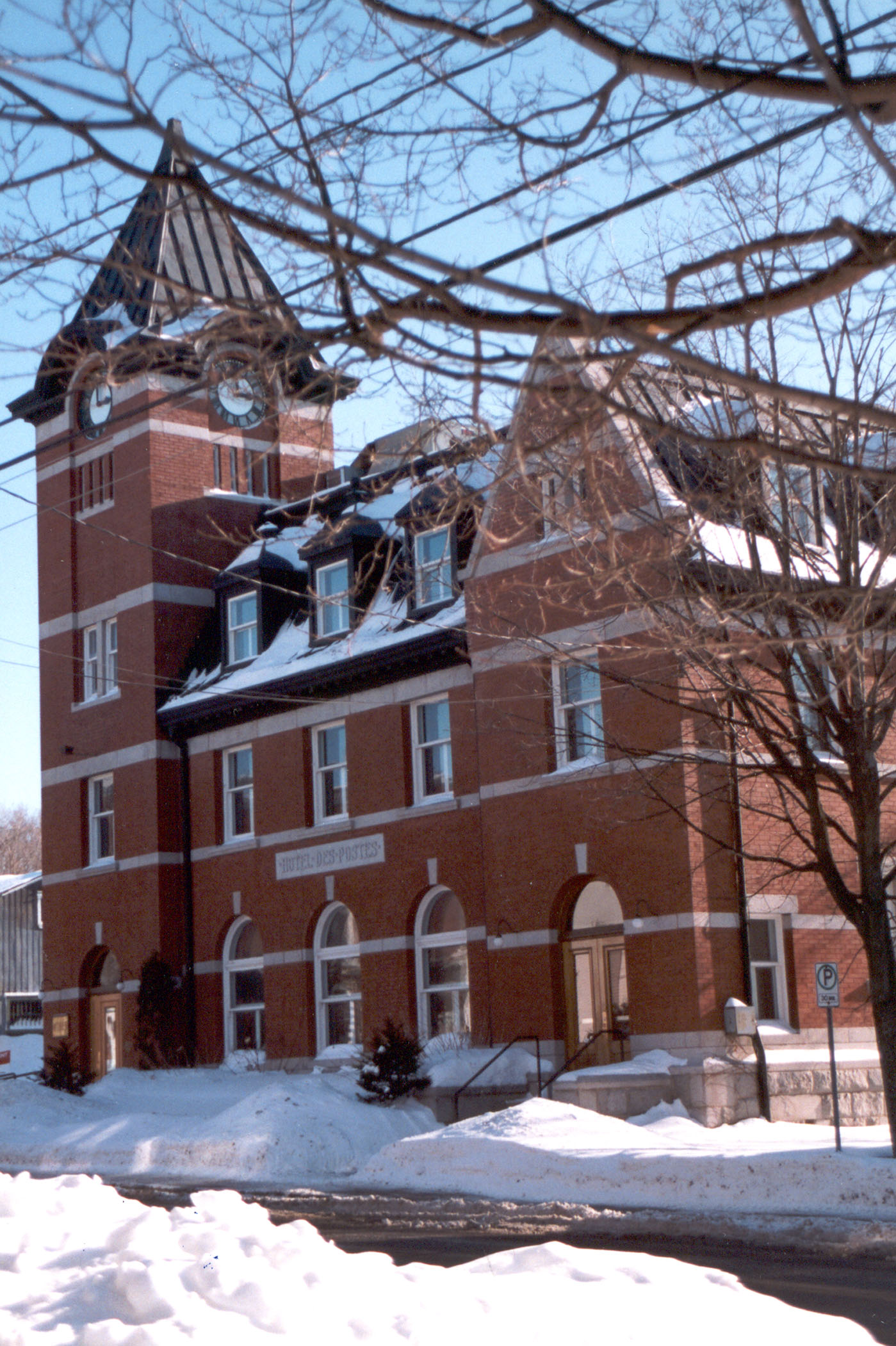
Hôtel des Postes
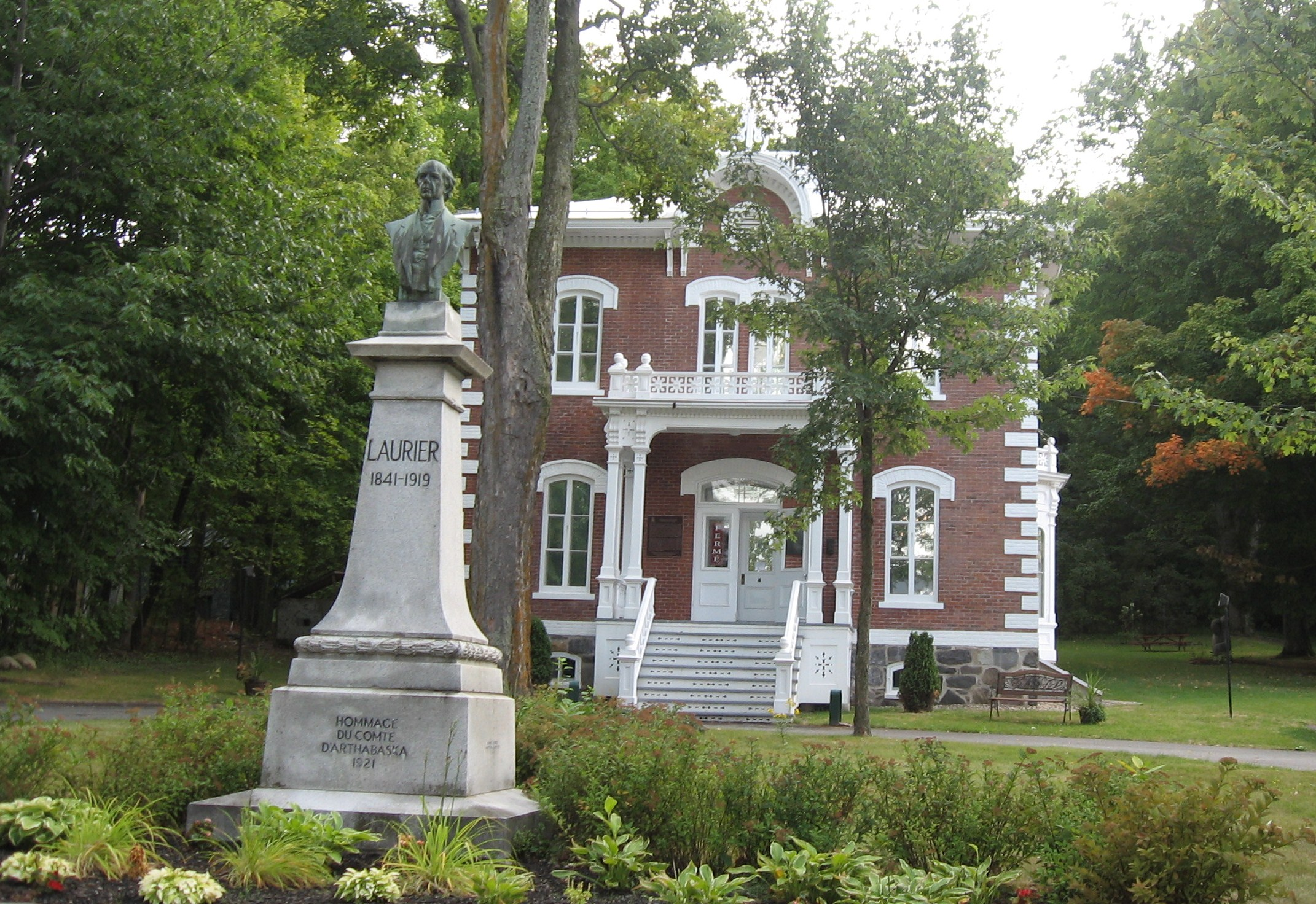
Musée Laurier